# サーディー・ウルマク
マフムート・サーディー・ウルマク（Mahmut Sadi Irmak, 1904年5月15日‐1990年11月11日）は、トルコの政治家、生理学者。1974年から翌年にかけて、第38代トルコ共和国首相を務めた。

## 経歴
オスマン帝国のコンヤ県セイディシェヒル生まれ。コンヤの学校を卒業し、生物学の教師となる。しかしすぐに職を辞してイスタンブール大学法学部に入学。1925年、国費留学生としてドイツに留学し、生物学と医学を学ぶ。1929年にベルリン大学医学部を卒業。ハーゲンやデュッセルドルフの病院で助手を務めた。トルコに戻ると、1933年にイスタンブール大学医学部講師、1939年に教授となった。
1943年、コンヤ選挙区からトルコ大国民議会選挙に出馬して当選。1945年から翌年まで、シュクリュ・サラジオウル内閣で労働相を務める。しかし1950年の初の自由選挙に落選して医学に戻り、ミュンヘンやイスタンブールで教授を務めた。1974年、上院議員に指名される。同年、議会内の激しい政争で政局が混迷する中、当時の大統領ファフリ・コルテュルクに指名されて暫定内閣を組閣した。しかし翌年3月に議会で不信任決議が可決され、首相を辞任した。
軍部によるクーデター後の1980年9月、制憲委員会の一員に選ばれた。1981年から1983年まで諮問議会（解散させられていた議会に代わる機関）議長を務めた。イスタンブールで死去した。子供が二人おり、娘はイスタンブール大学教授として大学のアタテュルク主義研究所所長を務めている。